# Saccolaimus flaviventris
Saccolaimus flaviventris (Peters, 1867) è un pipistrello della famiglia degli Emballonuridi diffuso in Australia e Nuova Guinea.

## Descrizione

### Dimensioni
Pipistrello di grandi dimensioni, con la lunghezza della testa e del corpo tra 72 e 92 mm, la lunghezza dell'avambraccio tra 66 e 82 mm, la lunghezza della coda tra 25 e 35 mm, la lunghezza del piede tra 14 e 17 mm, la lunghezza delle orecchie tra 17 e 23 mm e un peso fino a 60 g.

### Aspetto
La pelliccia è corta e lucida. Le parti dorsali sono nerastre,  mentre le parti ventrali sono bianche o color crema. La testa è relativamente piatta e triangolare, il muso è conico, cosparso di pochi peli, con una prominente sacca golare con l'apertura anteriore e una ghiandola sottocutanea nei maschi, mentre nelle femmine è ridotta ad una piega rudimentale. Gli occhi sono relativamente grandi e con l'iride marrone scura. Le orecchie sono triangolari con la punta arrotondata, rivolte all'indietro, separate tra loro e con diverse pieghe sulla superficie interna del padiglione auricolare. Il trago è corto, largo e con l'estremità semi-circolare. L'antitrago è poco sviluppato. Le membrane alari sono nere, lunghe, strette ed ispessite. Sono privi delle sacche alari davanti al gomito. La coda è lunga e fuoriesce dall'uropatagio a circa metà della sua lunghezza. Il calcar è lungo.

## Biologia

### Comportamento
Si rifugia singolarmente od in piccoli gruppi nelle cavità degli alberi, mentre in zone disboscate è stato osservato in tane di altri animali. Probabilmente effettua migrazioni nella parte sud-orientale del suo areale.

### Alimentazione
Si nutre di insetti.

### Riproduzione
Danno alla luce un piccolo tra dicembre e marzo.

## Distribuzione e habitat
Questa specie è diffusa in gran parte dell'Australia, eccetto le zone sud-occidentali, e nella Provincia Centrale e Port Moresby in Papua Nuova Guinea.
Vive in diversi tipi di habitat incluse le foreste di Eucalipto e le zone aperte. Nelle zone aride e semi-aride è più frequente in ambienti ripariali o nelle mangrovie.

## Conservazione
La IUCN Red List, considerato il vasto areale, la tolleranza a diversi tipi di habitat e la popolazione presumibilmente numerosa, classifica S.flaviventris come specie a rischio minimo (Least Concern)).